# 吕恩谊
吕恩谊（1930年—），男，江苏响水人，中国画家，曾任中国美术家协会理事。

## 家庭
女儿吕嘉。